# 中村美優
中村 美優（なかむら みゆ、2月2日 - ）は、日本の歌手である。

## 来歴
大阪市浪速区恵比寿東(新世界)の朝日劇場隣にあった映画館新世界日活が2015年9月30日に閉館し、2015年12月に196席の舞台付き劇場に改装した上でシアター朝日として開業した。劇場名にちなんだ看板ユニットとして昭和歌謡をうたうアイドルユニット「あさひめ」が2015年12月23日「朝日夢見し～あさひめ参上！」をリリースしデビューした。当初メンバーは10代から20代の女性6名で、中村美優は最初のメンバーの一人であった。
振袖や浴衣などの着物に袴を着用した舞台衣装で昭和歌謡楽曲歌唱と扇子を用いた踊りを披露し、大阪を中心とした老人保健施設や夏祭りなどの地域イベントで舞台をこなす。2018年と2019年12月に大阪市平野区の歳末防犯啓発大使として防犯啓発イベントに参加した。
メンバーの入れ替わりがあり2020年ごろよりユニット名は維持したまま単独での活動となった。2021年1月27日中村美優名義で「間宮海峡～林蔵の恋～」メジャーデビュー

## 受賞歴
- 第13回セルシーボーカリストコンテスト総合優勝 2012年10月13日 みゆ名義
- 清水アキラ第一回歌うまボーカル選手権「歌王」優勝 2013年6月25日
- 愛踊祭2018関西エリアスポンサー特別賞[4]（あさひめ） 2018年7月31日